# Bianor kovaczi
Bianor kovaczi là một loài nhện trong họ Salticidae.
Loài này thuộc chi Bianor. Bianor kovaczi được Dmitri Viktorovich Logunov miêu tả năm 2001.